# Lancaster Castle
Lancaster Castle är ett slott i Storbritannien.   Det ligger i grevskapet Lancashire och riksdelen England, i den centrala delen av landet, 300 km nordväst om huvudstaden London. Lancaster Castle ligger 38 meter över havet.
Terrängen runt Lancaster Castle är platt åt nordväst, men åt sydost är den kuperad. En vik av havet är nära Lancaster Castle åt nordväst.Runt Lancaster Castle är det tätbefolkat, med 319 invånare per kvadratkilometer. Närmaste större samhälle är Lancaster, 0,54 km sydost om Lancaster Castle. Trakten runt Lancaster Castle består i huvudsak av gräsmarker.